# Matthew Porretta
Matthew Charles Porretta (født 29. maj 1965) er en amerikansk fjernsyns- og filmskuespiller.

## Opvækst og privatliv
Porretta blev født i Darien, Connecticut i en show-biz familie: hans far, Frank Porretta, var en berømte operasanger og musikteater-skuespiller. Hans mor, Roberta var også en uddannet sanger og vandt Miss Ohio i 1956.
Porretta har fire søskende, som alle har fundet vej til underholdningsbranchen. Hans ældste bror Frank III er en internationalt anerkendt operasanger, den anden bror, Gregm har været gæstestjerne med Matthew på fjernsyn. Hans ene søster har bl.a. skrevet til Talk Soup.
Han har været i et forhold med Gleice, som han var gift me fra 2012-2014. De har to sønner; Luigi fra 2001 og Enzo fra 2008.

## Karriere
Allerede fra en tidlig alder arbejdede Porretta i underholdningsindustrien. Da han var 25 havde han optrådt på Broadway i flere år, og han var afgangsstudent fra Manhattan School of Music. I 1990 Porretta fik han roller i tv-serier som Wings og Beverly Hills, 90210. I 1993 fik han sin første rolle i en film, som Will Scarlet i Mel Brooks' parodi Robin Hood - helte i underhylere. Porretta fik rollen som Robin Hood i en tv-serie fire år esnere. Siden 1997 har han medvirket i flere uafhængige film og spillet med i reklamefilm for bl.a. McDonald's og Arrowhead Water. I 1994 medvirkede han i den oprindelige opsætning af Stephen Sondheim o James Lapines Passion.
I august 2009 det afsløret at han skulle lægge stemme til protagonisten i computerspillet Alan Wake fra Remedy Entertainment.

## Filmografi
- Quantum Break (2016) .... Alan Wake (stemme)
- The Bureau: XCOM Declassified (2013) .... øvrige stemmer
- Grand Theft Auto V (2013) .... The Local Population
- Alan Wake's American Nightmare (2012) .... Alan Wake, Mr. Scratch (stemme)
- Alan Wake (2010) .... Alan Wake (stemme)
- Bright Falls .... Alan Wake (episode "Clearcut," 2010)
- CSI: NY .... Ron Bogda (episode "Hush," 2005)
- Without a Trace .... Oscar (episode "Doppelgänger," 2004)
- Dream Warrior (2003) .... Caleb
- Code Name: Eternity .... Leethan (episode "Death Trap," 2000)
- Kate's Addiction (1999) .... Dylan Parker
- Turkey. Cake. (1999) .... Jimmy
- Desperate But Not Serious (1999) .... Gene
- The New Adventures of Robin Hood .... Robin Hood (23 episoder, 1996–1998)
- Wings .... David Barnes (episode "Love at First Flight," 1996)
- Dracula: Dead and Loving It (1995) .... Handsome Lieutenant at Ball
- Beverly Hills, 90210 .... Dan Rubin (10 episoder, 1993)
- Robin Hood - helte i underhylere (1993) .... Will Scarlet O'Hara
- South Beach .... Richard (episode "Wild Thing," 1993)
- Class of '96 .... Claude (episode "Breaking up Is Hard to Overdue," 1993)